# Villa SC
Villa SC – ugandyjski klub piłkarski z siedzibą w Kampali, występujący w Ugandan Super League (najwyższej klasie rozgrywkowej swego kraju).
Wcześniej klub nosił nazwy Nakivubo Boys i Nakivubo Villa.

## Sukcesy
- 13-krotny mistrz Ugandy: 1982, 1984, 1987, 1990, 1992, 1994, 1998, 1999, 2000, 2001, 2002, 2003, 2004[2]
- 8-krotny zdobywca Pucharu Ugandy: 1983, 1986, 1988, 1989, 1998, 2000, 2002, 2009[3]
- 1-krotny finalista Afrykańskiego Pucharu Mistrzów: 1991[4]
- 1-krotny finalista Afrykańskiego Pucharu Konfederacji: 1992[5]